# Bambecque

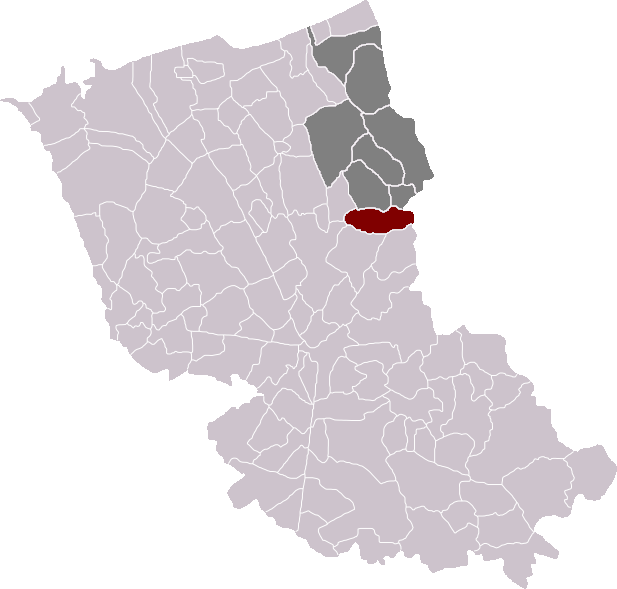
Localització de Bambecque

Bambecque  (en neerlandès Bambeke) és un municipi francès, situat a la regió dels Alts de França, al departament del Nord, que forma part de la Westhoek. Es troba al cor de la regió natural de Houtland. L'any 2006 tenia 673 habitants. Limita al nord-oest amb West-Cappel, al nord amb Rexpoëde i Oost-Cappel, al nord-est amb Alveringem, a l'oest amb Wormhout, a l'est amb Poperinge, i al sud amb Herzeele i Houtkerque.

## Demografia
| 1962                                       | 1968 | 1975 | 1982 | 1990 | 1999 |
| ------------------------------------------ | ---- | ---- | ---- | ---- | ---- |
| 614                                        | 642  | 614  | 614  | 589  | 655  |
| Des de 1962: població sense dobles comptes |      |      |      |      |      |

## Administració
| Període   | Identitat        | Partit |
| --------- | ---------------- | ------ |
| 2001-2008 | Bernard Dewitte  |        |
| 2008-     | Grégoire Francke | UMP    |